# Synchiropus circularis
Synchiropus circularis és una espècie de peix de la família dels cal·lionímids i de l'ordre dels perciformes.

## Morfologia
- Els mascles poden assolir 2,3 cm de longitud total.[4]

## Hàbitat
És un peix marí, de clima tropical i associat als esculls de corall que viu fins als 8 m de fondària.

## Distribució geogràfica
Es troba al Pacífic occidental: les Illes Mariannes i les Illes Chesterfield.

## Observacions
És inofensiu per als humans.